# Fehérszárnyú tündérmadár
A fehérszárnyú tündérmadár (Malurus leucopterus) a madarak osztályának verébalakúak (Passeriformes) rendjébe és a tündérmadárfélék (Maluridae) családjába tartozó faj.

## Rendszerezése
A fajt Charles Dumont de Sainte-Croix francia zoológus írta le 1824-ben.

## Alfajai
- Malurus leucopterus leucopterus – Dumont, 1824
- Malurus leucopterus leuconotus – (Gould, 1865)
- Malurus leucopterus edouardi – (A. J. Campbell, 1901)[2]

## Előfordulása
Ausztrália területén honos. Természetes élőhelyei a szubtrópusi és trópusi síkvidéki bokrosok és mediterrán típusú bokrosok. Állandó, nem vonuló faj.

## Megjelenése
Átlagos testhossza 14 centiméter, testtömege 6-8 gramm.
|  |  |

## Életmódja
Kisebb csapatban a talajon keresgéli rovarokból álló táplálékát.

## Szaporodása
Fűből készült fészkét a talajra rakja.

## Természetvédelmi helyzete
Az elterjedési területe rendkívül nagy, egyedszáma pedig stabil. A Természetvédelmi Világszövetség Vörös listáján nem fenyegetett fajként szerepel.